# Cartón yeso

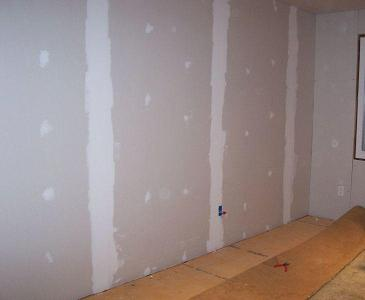
Pared de "durlock", como se le conoce en Argentina.

El cartón yeso, tabla yeso o PYL (placa de yeso laminado, el nombre genérico oficial), también conocido por los nombres comerciales de Pladur, Durlock, Gyplac, Tablaroca, volcanita o drywall, es un material de construcción utilizado para la ejecución de paredes interiores, revestimientos de techos y paredes y para reducir la altura mediante falsos techos. Suele utilizarse en forma de placas, paneles o tableros industrializados. Consiste en una placa de yeso laminado entre dos capas de cartón, por lo que sus componentes son generalmente yeso y celulosa, aprovechándose de la buena resistencia a la compresión del yeso con la buena resistencia a la flexión que le da el sándwich de cartón. El montaje de las estructuras suele realizarse con perfiles de acero galvanizado de muy bajo peso y espesor.
Drywall no es una placa de cartón yeso sino un sistema constructivo en seco que tiene componentes, perfiles de acero galvanizado que, según su modulación, formarán el alma estructural de una pared, muro u otro según la necesidad a desarrollar. Esta estructura o alma va a ser revestida con placas de cartón yeso que solo sirven para interiores, ya que para los exteriores se utilizan placas de fibrocemento. Ambas tienen su propia fijación, del mismo modo las estructuras las que tienen sus propios elementos de fijación y anclajes.

## Historia
Sackett Board (el primer drywall) fue inventado en 1894 por Augustine Sackett y Fred Kane, graduados del Instituto Politécnico Rensselaer. Se hizo colocando capas de yeso dentro de cuatro capas de papel de fieltro de lana. Las hojas tenían 914 mm × 914 mm × 6 mm (36 por 36 por 1 ⁄ 4 de pulgada) de espesor con bordes abiertos (sin cinta adhesiva).
El panel de yeso evolucionó entre 1910 y 1930, comenzando con los bordes del panel envuelto y la eliminación de las dos capas internas de papel de fieltro en favor de los revestimientos a base de papel. En 1910, United States Gypsum Corporation compró Sackett Plaster Board Company y en 1917 introdujo Sheetrock.
Proporcionando eficiencia en la instalación, se desarrolló adicionalmente como una medida de resistencia al fuego. Más tarde, la tecnología de inclusión de aire hizo que las tablas fueran más livianas y menos frágiles, y los materiales y sistemas de tratamiento de juntas también evolucionaron.

## Propiedades
Las placas de cartón yeso se fabrican en una anchura estandarizada 1,20 metros y diferentes longitudes de 2, 2,5, 2,6, 2,7, 2,8 y 3 metros. Los fabricantes pueden cambiar la longitud de la placa a las dimensiones del cliente para pedidos suficientemente grandes. Se comercializan en diferentes espesores (10, 12,5, 15 y 18 mm), aunque para grandes espesores es habitual superponer varias placas de pequeño espesor, colocadas «a mata juntas».
Los tableros de yeso poseen un núcleo cortafuego encapsulado en grueso papel, generalmente papel reciclado, de acabado natural en la cara frontal y de un papel duro en la parte posterior, lo cual permite maniobrar y cortar fácilmente, con cúter o navaja, facilitando así su instalación y la aplicación inmediata de cualquier tipo de recubrimiento o acabado (pintura, pasta, azulejo, etc.) Las juntas (uniones entre las placas de tableros de yeso) tratadas correctamente durante el proceso de instalación evita el agrietamiento causado por movimientos de los bastidores.
Además de las placas de cartón yeso para uso normal, existen placas modificadas para usos especiales.

### Resistencia al fuego
El cartón yeso no es inflamable, es decir, no se incendia aun expuesto al fuego directo. Está hecho de sulfato de calcio hidratado (CaSO4 + H2O) y otros compuestos. Al exponerse al fuego, el sulfato de calcio pierde las moléculas de agua por evaporación, retardando la propagación del fuego por varios minutos. Al secarse o deshidratarse el sulfato de calcio se desintegra (craquela) y la placa se desmorona permitiendo finalmente el paso del fuego al otro lado de la pared.
Necesita ser instalado correctamente para servir de barrera contra el fuego pues cualquier perforación o espacio pequeño permitirá el paso del fuego aun cuando la placa no se haya desintegrado.
Una placa más gruesa resiste más tiempo el embate del fuego que otra del mismo tipo pero más delgada. Dos placas instaladas una sobre la otra también ofrecen mayor resistencia al fuego, en estos casos es recomendable que los empalmes estén alternados para ofrecer mayor resistencia. Existen versiones especiales fabricada con compuestos que resisten más tiempo al fuego.
De acuerdo con lo publicado en el manual   de USG o en España la UNE EN 102.043, se necesitan ciertas especificaciones para el correcto ensamblaje de una estructura resistente al fuego, los grados de resistencia van desde 30 minutos hasta varias horas, los paneles a utilizar deben de cumplir con las regulaciones requeridas.
Para una resistencia de 30 minutos se usan dos paneles de 5/8 pulgada de espesor en cada lado de la estructura conformada por un canal metálico superior, un canal inferior y postes metálicos de calibre 25 como mínimo, espaciados a 24 pulgada como máximo.
Para paredes con resistencia al fuego de una hora se usa la misma estructura metálica y paneles de tablaroca tipo x con un espesor de 5/8 que son más compactas en su composición, en cada lado de la estructura metálica.
Al aumentar la cantidad de paneles de tablaroca adheridos a cada lado de la estructura se aumenta la resistencia de la misma al fuego, esto con la finalidad de poder salvaguardar la integridad de las personas que ocupan los espacios protegidos por estas limitantes.

### Aislamiento acústico
Las placas de yeso tiene una masa muy reducida, por lo que por sí solas no proporcionan un gran aislamiento acústico. Este aislamiento se suele obtener mediante la colocación de un material absorbente colocado en el interior de la cámara del panel, o bien entre la placa de trasdosado y el elemento de soporte.
El sonido se propaga a través de materiales sólidos como pueden ser estructuras metálicas que soportan las placas o a través de los huecos que quedan sobre los plafones. Por lo tanto es importante que el tratamiento anti-sonido sea un proyecto conjunto de paredes, estructuras y techos para tener una mayor efectividad.

### Aislamiento térmico
Las placas de yeso por sí solas no son buenas aisladoras de temperatura. Debido a su espesor delgado, el calor o frío fácilmente penetra de un lado al otro la placa de yeso resultando en temperaturas incómodas en el interior del espacio construido. Para obtener un buen aislamiento térmico, es necesario recubrir el interior de los muros o techos con aislamiento térmico de fibra de vidrio, placas sólidas de espuma u otros materiales.

### Resistencia a la humedad
Existen placas de yeso resistentes a la humedad, que se emplean en locales húmedos como baños, cuartos de limpieza, cocinas, etc, en los que puede haber zonas expuestas a salpicaduras ocasionales. Las placas de yeso resistentes a la humedad están fabricadas con papel tratado que retarda la absorción del agua y el crecimiento de hongos. Además el núcleo de la placa contiene aditivos especiales para que no se manchen ni se desintegren. Las placas están diseñadas para resistir salpicaduras ocasionales de agua pero no están recomendadas para estar expuestas a la lluvia ni en contacto directo o constante con agua o vapor como regaderas, duchas o saunas.
Se puede instalar en baños y cocinas del hogar sin ningún problema mientras tenga una capa anti moho y se deberá retirar y cambiar. Para la decoración se puede pegar azulejo al mismo muro pero se debe de hacer con un adhesivo especial para ese tipo de sistema como morteros-cola específicos para PYL.

### Otras aplicaciones
Las placas pueden tener recubrimientos de barita o láminas de plomo que se atornillan al panel para ser usadas en salas radiológicas de hospitales y clínicas, para servir como barrera contra las radiaciones ionizantes. También pueden cubrirse con láminas de fibra de vidrio que son totalmente lavables, para cocinas industriales o fábricas de alimentos.
La resistencia de un muro de yeso es fuerte debido a que tiene instalado en la parte trasera tres postes metálicos. Su diseño permite colgar cuadros, muebles de cocina. repisas, pantallas, etcétera, usando los taquetes adecuados. El muro es más fácil de resanar si se daña.

## Montaje
El montaje de los paneles se realiza con perfiles de acero de muy bajo espesor. La estructura típica para un panel divisorio se compone de dos soleras y diversos montantes dispuestos cada 40 centímetros. Las placas de yeso se fijan a los montantes utilizando tornillos autoperforantes de punta aguja.

## Normativa
Los paneles de cartón yeso fabricados en España deben cumplir las especificaciones de producto de la norma UNE 102.023, que define sus características mínimas:NORMA UNE 102043
- densidad: 800 kg/m³
- clasificada como M-1 (no inflamable)